# 2-Acetylaminofluoren
2-Acetylaminofluoren ist eine chemische Verbindung aus der Gruppe der Amide der Essigsäure. Es ist ein krebserregendes und mutagenes Derivat von Fluoren.

## Vorkommen
2-Acetylaminofluoren kommt als eine bedeutende Verunreinigung bei Kohlevergasungsprozessen vor.

## Gewinnung und Darstellung
2-Acetylaminofluoren kann durch Nitrierung und Reduktion von Fluoren gewonnen werden.

## Eigenschaften
2-Acetylaminofluoren ist ein beiger Feststoff, der praktisch unlöslich in Wasser ist.

## Verwendung
2-Acetylaminofluoren sollte 1940 als Hauptbestandteil eines Insektizides patentiert werden. Die krebserzeugende Wirkung verhinderte jedoch einen Einsatz. Es wird häufig als biochemisches Hilfsmittel bei der Untersuchung der Karzinogenese verwendet. Zahlreiche Studien haben gezeigt, dass es bei einer Reihe von Spezies Tumoren in Leber, Blase und Niere induziert.

## Sicherheitshinweise
Schon 1941 zeigte es sich, dass 2-Acetylaminofluoren ein sehr wirksames Carcinogen ist. Bei Ratte, Maus, Hund, Katze, Kaninchen und auch bei Hühnern lassen sich Tumoren erzeugen. Blasen- und Lebertumoren dominieren, aber auch Mammakarzinome, Lungentumoren, Uteruskarzinome kommen vor. Bei den meisten Experimenten wurde das 2-Acetylaminofluoren verfüttert.